# Trèfle à quatre feuilles Alfa Romeo
 (mars 2017).
Si vous disposez d'ouvrages ou d'articles de référence ou si vous connaissez des sites web de qualité traitant du thème abordé ici, merci de compléter l'article en donnant les références utiles à sa vérifiabilité et en les liant à la section « Notes et références ».
Le trèfle à quatre feuilles Alfa Romeo est le symbole des voitures de sport produites par Alfa Romeo. Il s'agit d'un signe distinctif propre à l'identité de la marque, au même titre que le scudetto.

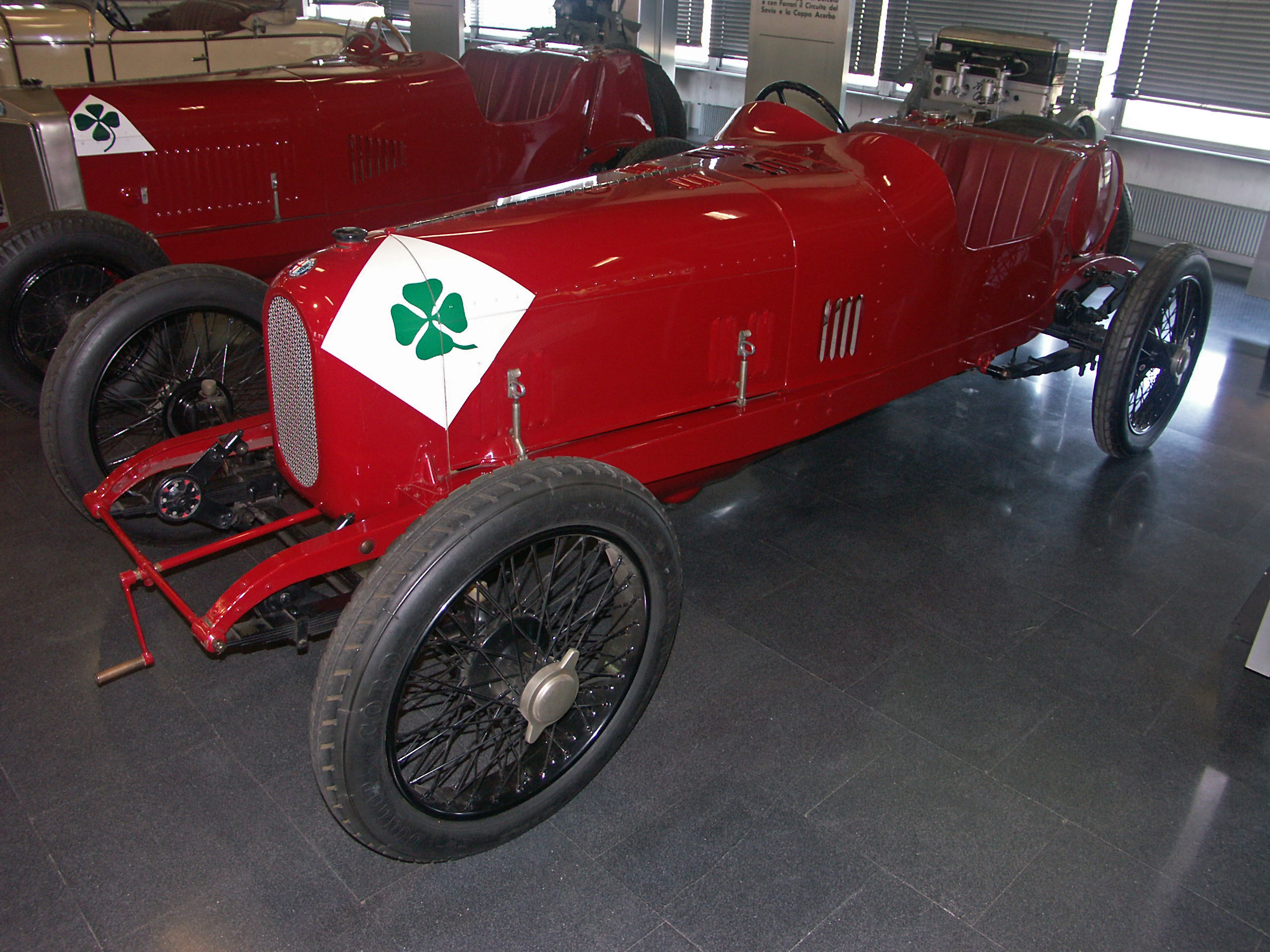
La « RL Targa Florio » de Ugo Sivocci, conservée au Musée Historique Alfa Romeo

## Histoire
Le trèfle à quatre feuilles avait été choisi antérieurement par le Français Georges Richard pour ses automobiles. Cette marque de fabrique apposée sur leurs calandres passa aux firmes Richard-Brasier, Brasier puis Chaigneau-Brasier avant de s'éteindre avec cette dernière en 1933. Le repreneur de la marque, Delahaye, n'en fit pas usage.
Le symbole du trèfle est apparu pour la première fois chez Alfa Romeo sur une des quatre « RL - TF », spécialement préparées par Giuseppe Merosi pour la Targa Florio.
Jusque-là, les aspirations sportives de la maison nouvellement formée à Milan s'étaient limitées à la mince satisfaction de remporter quelques courses dans les catégories mineures, en attendant le grand succès international qui, en raison de l'inexpérience et la malchance, faisait défaut. 
Pour la Targa Florio de 1923, Merosi avait élaboré quatre voitures, qui ont été confiées à Antonio Ascari, Ugo Sivocci, Enzo Ferrari et Giulio Masetti. Ugo Sivocci, ami proche de Ferrari, était un pilote de grande expérience et d'expertise technique, mais souvent désavantagé par le hasard jusqu'à être considéré comme l'« éternel deuxième ».
Ainsi, pour chasser le mauvais sort, Sivocci avait peint sur la calandre de sa voiture un carré blanc orné d'un trèfle à quatre feuilles et le déroulement de la course, qui s'est tenue sur le circuit de Madonie, a convaincu les superstitieux de l'équipe Alfa Romeo de l'efficacité de l'amulette porte-bonheur. 
Vers la fin de la course, en fait, les chances de victoire étaient dorénavant limitées au trio de tête, composé d'Ascari et Sivocci, suivis par Ferdinando Minoia sur Steyr VI Klausen Sport.
À seulement deux cents mètres de l'arrivée, la « RL » d'Ascari cale. Mais sa chance fut que les mécaniciens, à proximité, purent arriver à temps pour redémarrer le moteur et finalement lui permettre de terminer deuxième, derrière Sivocci qui, entretemps avait franchi la ligne, offrant à Alfa Romeo sa première victoire internationale. 
Comme pour confirmer les vertus miraculeuses de la feuille de trèfle, quelques mois plus tard vint le tragique accident dans lequel Sivocci perdit la vie, le 8 septembre 1923, sur le circuit de Monza, lors des essais du Grand Prix d'Europe. L'« Alfa Romeo P1P1 » du pilote de Salerne,  était dépourvue de la feuille de trèfle et cette coïncidence suscita une vive émotion parmi les pilotes, les mécaniciens et les techniciens du biscione.
À la saison 1924, les voitures de course Alfa Romeo ont toutes été décorées avec des trèfles à quatre feuilles et, en mémoire de Sivocci, le carré blanc a été remplacé par un triangle, signifiant l'absence.
Après la Seconde Guerre mondiale, le trèfle à quatre feuilles a été utilisé pour distinguer les versions sportives des voitures de série de la gamme Alfa Romeo, comme la « Giulia TI Super » en 1963, également appelée «Giulia Quadrifoglio » (Julie trèfle à quatre feuilles en français) et la « GTA » en 1965.
Actuellement, deux modèles dans la gamme Alfa Romeo portent cet ADN. Il s'agit de la familiale Giulia QV et du SUV Stelvio QV forts de leurs 510 ch issus d'un V6 bi-turbo conçu en collaboration avec Ferrari (Base du V8 F154). Précédemment, il y avait eu la citadine MiTo, cachant sous son capot un bloc MultiAir Turbo de 170 ch, ou encore la Giulietta 1750 TBi et ses 235 ch issus du 4 cylindres de la 4C.